# SchWAK
SchWAK (russisch ШВАК), auch MP-20, ist die Bezeichnung für eine sowjetische Maschinenkanone. SchWAK steht für Schpitalnyj-Wladimirow Awiazionnyj Krupnokalibernyj (Шпитальный-Владимиров Авиационный Крупнокалиберный), deutsch für großkalibrige Flugzeugwaffe von Schpitalny-Wladimirow.

## Entstehung

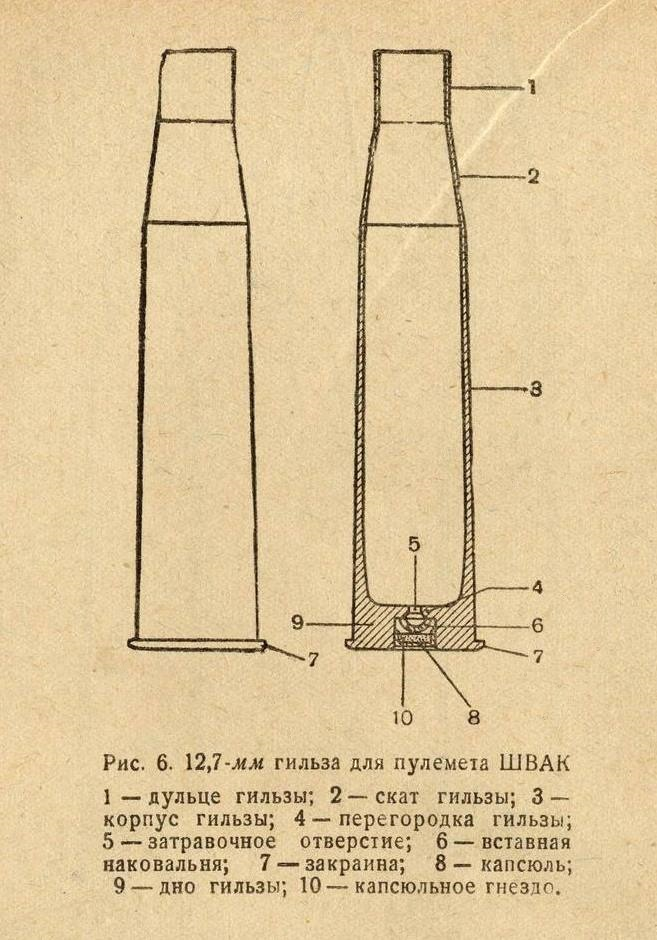
Hülse der Patrone 12,7 × 108 mm R

Entwickelt wurde sie von B. Schpitalny und W. Wladimirow, die die Funktionsweise vom SchKAS-Maschinengewehr übernahmen. Der Prototyp im Kaliber 12,7 × 108 mm R entstand 1932. 1934 wurde diese Version für die Produktion freigegeben, die Serienproduktion begann 1935. 1935/36 entstand auf dieser Basis eine Variante im stärkeren Kaliber 20 × 99 mm R. Ab 1936 wurde die SchWAK bei den Luftstreitkräften eingeführt, ihre erste Feuerprobe bestand sie im Japanisch-Sowjetischen Grenzkonflikt von 1939. Gebaut wurde sie im Tulaer Waffenwerk, im Instrumentenwerk Kowrow und dem Maschinenwerk Ischewsk.

## Technik
Der Einbau erfolgte starr in die Tragflächen oder im Rumpf von Jagdflugzeugen, später diente die SchWAK als Abwehrbewaffnung in Bombenflugzeugen, wobei sie in bewegliche Schwenklafetten integriert und mit einem Pistolengriff versehen wurde.

## Einsatz
Im Zweiten Weltkrieg fand sie in vielen sowjetischen Flugzeugtypen Verwendung, so in den Jagdflugzeugen Polikarpows, Lawotschkins und Jakowlews sowie in den Bombenflugzeugen Petljakows und Tupolews.
Flugzeugtypen, in die die SchWAK u. a. eingebaut wurde:
- Polikarpow I-16
- Lawotschkin LaGG-3
- La-5
- La-7
- Jakowlew Jak-1
- Jak-3
- Jak-7
- Jak-9,
- Petljakow Pe-8
- Tupolew Tu-2

Auch der leichte sowjetische Panzer T-60 sowie einige Ausführungen des T-40 wurden mit einer speziellen Variante des Geschützes (als SchWAK-T oder TNSch bezeichnet) ausgerüstet.

## Versionen
- KP-20: starrer Einbau in die Tragfläche
- MP-20: starrer Einbau in die Luftschraubennabe
- SP-20: synchronisiert, Einbau zum Schießen durch den Luftschraubenkreis
- TP-20: beweglicher Einbau im Abwehrstand
- TNSch-20: Version für T-60, auch TNSCH-1